# Metacrambus kurdistanellus
Metacrambus kurdistanellus là một loài bướm đêm trong họ Crambidae.